# Rüdiger Lamm
Rüdiger Lamm  ist ein ehemaliger deutscher Tischtennisspieler und Sportmanager.

## Leben
Lamm spielte als Mitglied des Meidericher TTC 1970/71 in der Tischtennis-Bundesliga. 1971 wechselte er zum Kreisklassenverein TV Friesen Milse, 1972 zum VfL Osnabrück. In den 1980er Jahren übernahm er die Leitung der Sportvereinigung Steinhagen und führte deren Tischtennisabteilung in die Bundesliga und zum Europapokalsieg.
1994 verließ er den Verein und wechselte als hauptamtlicher Manager zum damaligen Fußball-Oberligisten Arminia Bielefeld, wobei er viele der Großsponsoren der Sportvereinigung Steinhagen mitnahm. Mit seiner Hilfe wurde ein Sponsorenpool aufgebaut, der innerhalb eines Jahres bereits 100 Unternehmen umfasste. Binnen dreier Jahre gelang unter anderem durch die Verpflichtung von Spielern wie Thomas von Heesen, Armin Eck und Fritz Walter die Rückkehr des Vereins in die Bundesliga. Der Focus nannte Lamm 1996 den Millionen-Mann und „geistigen Vater“ des Unternehmens „Arminia 2000“. Nach dem Abstieg 1998 trat Lamm von seinem Posten zurück. Später war er für die Vereine Kickers Offenbach und SV Waldhof Mannheim tätig. Ein Vertrag mit dem 1. FC Magdeburg wurde zwar geschlossen, die Position als Sportmanager jedoch nicht angetreten.